# チャプチャル・シベ自治県
チャプチャル・シベ自治県（チャプチャル・シベ-じちけん、中文表記: 察布查尔自治县、シベ語ᠴᠠᠪᠴᠠᠯ
ᠰᡳᠪᡝ
ᠪᡝᠶᡝ
ᡩᠠᠰᠠᠩᡤᠠ
ᠰᡳᠶᠠᠨ 、転写：cabcal sibe beye dasangga siyan）は、中華人民共和国新疆ウイグル自治区イリ・カザフ自治州に位置する中国で唯一のシベ族の自治県。「チャプチャル」とはシベ語で穀倉地帯を表す。

## 行政区画
6鎮、6郷、1民族郷を管轄：
- 鎮：

　　チャプチャル鎮（cabcal jen、察布査爾鎮）
　　アイシン・シェリ鎮（aisin šeri jen、愛新舎里鎮）
　　第五ニル鎮（sunjaci niru jen、孫扎斉牛録鎮）
　　チョホル鎮（cohor jen、綽霍爾鎮）
　　ジャフスタイ鎮（jahūstai jen、加尕斯台鎮）
　　アムバ・ボロ鎮（amba boro jen、瓊博拉鎮）
- 郷：

　　第四ニル郷（duici niru gašan、堆斉牛録郷）
　　第七ニル郷（nadaci niru gašan、納達斉牛録郷）
　　第八ニル郷（jakūci niru gašan、扎庫斉牛録郷）
　　坎郷（kan gašan）
　　ゴフムチ郷（gohūmci gašan、闊洪奇郷）
　　ハイヌク郷（hainuk gašan、海努克郷）
- 民族郷：米糧泉回族郷（milyang ciowan hūi hūi gašan）
- 六十七団、六十八団、六十九団

## 施設
- 都拉塔口岸